# Odborná způsobilost v elektrotechnice
Odbornou způsobilost v elektrotechnice zajišťovala v České republice do roku 2022 vyhláška č. 50/1978 Sb., vydaná Českým úřadem bezpečnosti práce a Českým báňským úřadem roku 1978 (novelizována byla v roce 1982). Od roku 2022 je odborná způsobilost definována nařízením vlády číslo 194 z roku 2022 (NV 194/2022 Sb.).

## Vyhláška 50
K nabytí kvalifikace podle vyhlášky 50 byla potřebná praxe, která závisí na odborném vzdělání v oboru elektrotechniky. Podle této vyhlášky bylo třeba absolvovat odborné vzdělání. Podle stupně své kvalifikace mohl pracovník vykonávat odpovídající činnosti.
Kvalifikaci pro činnosti na vyhrazeném elektrotechnickém zařízení lze rozdělit na dvě kategorie:
- na kategorii pracovníků bez elektrotechnického vzdělání, které lze rozdělit na pracovníky
  - seznámené (§ 3),
  - poučené, kteří byli důkladněji proškoleni (§ 4).
- Pracovníci, jež elektrotechnické vzdělání získali, mohou dále býti proškoleni se závěrečnou zkouškou na další stupně kvalifikace. Jedná se o:
  - pracovníky znalé (§ 5),
  - pracovníky pro samostatnou činnost (§ 6),
  - pracovníci pro řízení (§ 7 a 8),
  - pracovníci pro provádění revizí (§ 9),
  - pracovníci pro samostatné projektování a pro řízení projektů (§ 10) a
  - pracovníci pro zvláštní případy (§ 11).

| Kvalifikace | Činnost                    | Činnost                    | Činnost                    | Činnost                    | Činnost                    | Činnost                    | Činnost                    | Činnost                    | Činnost          | Činnost          | Činnost          |
| Kvalifikace | na elektrických zařízeních | na elektrických zařízeních | na elektrických zařízeních | na elektrických zařízeních | na elektrických zařízeních | na elektrických zařízeních | na elektrických zařízeních | na elektrických zařízeních | na hromosvodech  | na hromosvodech  | na hromosvodech  |
| Kvalifikace | do 1 000 V                 | do 1 000 V                 | do 1 000 V                 | do 1 000 V                 | nad 1 000V                 | nad 1 000V                 | nad 1 000V                 | nad 1 000V                 | na hromosvodech  | na hromosvodech  | na hromosvodech  |
| Kvalifikace | odborné vzdělání           | odborné vzdělání           | odborné vzdělání           | odborné vzdělání           | odborné vzdělání           | odborné vzdělání           | odborné vzdělání           | odborné vzdělání           | odborné vzdělání | odborné vzdělání | odborné vzdělání |
| Kvalifikace | Vyučen                     | Střední odborné            | Úplné střední              | Vysoká škola               | Vyučen                     | Střední odborné            | Úplné střední              | Vysoká škola               | Zaškolení        | Vyučen           | SO, ÚSO, VŠ      |
| Kvalifikace | délka praxe                | délka praxe                | délka praxe                | délka praxe                | délka praxe                | délka praxe                | délka praxe                | délka praxe                | délka praxe      | délka praxe      | délka praxe      |
| ----------- | -------------------------- | -------------------------- | -------------------------- | -------------------------- | -------------------------- | -------------------------- | -------------------------- | -------------------------- | ---------------- | ---------------- | ---------------- |
| § 6         | 1 rok                      | 1 rok                      | 1 rok                      | 1 rok                      | 2 roky                     | 2 roky                     | 2 roky                     | 2 roky                     | 6 měsíců         | 3 měsíce         | 3 měsíce         |
| § 7         | 2 roky                     | 1 rok                      | 1 rok                      | 1 rok                      | 3 roky                     | 2 roky                     | 2 roky                     | 2 roky                     | 1 rok            | 6 měsíců         | 6 měsíců         |
| § 8         | 6 roků                     | 6 roků                     | 4 roky                     | 2 roky                     | 7 let                      | 7 let                      | 5 let                      | 3 roky                     | nelze            | 2 roky           | 6 měsíců         |

| Kvalifikace osob                   | Obsluhovat zařízení          | Obsluhovat zařízení          | Pracovat na zařízeních                                               | Pracovat na zařízeních                                               | Pracovat na zařízeních                       | Pracovat na zařízeních                                                   | Pracovat na zařízeních                                                   | Pracovat na zařízeních                  |
| Kvalifikace osob                   | malé a nízké napětí          | velká a velmi vysoké napětí  | nízké napětí                                                         | nízké napětí                                                         | nízké napětí                                 | vysoké a velmi vysoké napětí                                             | vysoké a velmi vysoké napětí                                             | vysoké a velmi vysoké napětí            |
| Kvalifikace osob                   | malé a nízké napětí          | velká a velmi vysoké napětí  | bez napětí                                                           | v blízkosti                                                          | pod napětím                                  | bez napětí                                                               | v blízkosti                                                              | pod napětím                             |
| ---------------------------------- | ---------------------------- | ---------------------------- | -------------------------------------------------------------------- | -------------------------------------------------------------------- | -------------------------------------------- | ------------------------------------------------------------------------ | ------------------------------------------------------------------------ | --------------------------------------- |
| bez kvalifikace                    | smí jednoduchá zařízení sama | nesmí                        | smí provádět udržovací práce - nesmí se přiblížit na méně než 1 metr | smí provádět udržovací práce - nesmí se přiblížit na méně než 1 metr | nesmí                                        | smí provádět udržovací práce, nesmí se přiblížit dle ČSN EN 50110-1 ED.2 | smí provádět udržovací práce, nesmí se přiblížit dle ČSN EN 50110-1 ED.2 | nesmí                                   |
| poučená § 4                        | smí jednoduchá zařízení sama | smí jednoduchá zařízení sama | smí podle pokynů                                                     | smí s dohledem                                                       | nesmí                                        | smí s dohledem                                                           | smí s dohledem (při menší vzdálenosti i pod dozorem)                     | smí pod dozorem pouze vybranné činnosti |
| znalá § 5                          | smí sama                     | smí sama                     | smí sama                                                             | smí sama                                                             | smí sama popř. pod dohledem nebo pod dozorem | smí sama                                                                 | smí s dozorem, popř. pod dozorem                                         | smí pod dozorem                         |
| znalá s vyšší kvalifikací § 6 až 8 | smí sama                     | smí sama                     | smí sama                                                             | smí sama                                                             | smí sama                                     | smí sama                                                                 | smí s dozorem, popř. pod dozorem                                         | smí pod dozorem                         |

## NV 194/2022 Sb.
NV 194/2022 Sb. neboli nařízení vlády číslo 194 z roku 2022 má za úkol uvést do praxe zákon č. 250/2021 Sb. Toto nařízení vlády nabylo účinnosti dnem 1. 7. 2022. Tím byla zrušena známá vyhláška 50 (vyhláška č. 50/1978 Sb.), která zajišťovala elektrikářům oprávnění pracovat na el. zařízeních. Dohled nad dodržováním této vyhlášky – dnes již nařízení vlády – má TIČR (Technická inspekce České republiky).

### Zkoušky
K výkonu povolání/profese elektrikáře je nutné složit zkoušky NV 194/2022 Sb. dle §6 nebo §7. Platnost oprávnění je 3 roky, poté se musí obnovovat. Zkoušky jsou nutné pro zaměstnance i pro OSVČ.

### Kdo může zkoušku skládat
Zkoušky mohou skládat jen osoby s odbornou kvalifikací. Které osoby to jsou, je uvedeno v NV 194/2022 Sb. §2 odst. a) odbornou kvalifikací
1. Ukončené střední vzdělání, střední vzdělání s výučním listem, střední vzdělání s maturitní zkouškou nebo vyšší odborné vzdělání ze skupiny oborů 26 Elektrotechnika, telekomunikační a výpočetní technika.
2. Ukončené vysokoškolské bakalářské, magisterské nebo doktorské vzdělání z oblasti vzdělávání elektrotechnika.
3. Ukončené střední vzdělání, střední vzdělání s výučním listem nebo střední vzdělání s maturitní zkouškou v jiném oboru, které obsahově splňuje požadavky na elektrotechnické vzdělání.
4. Ukončené vysokoškolské bakalářské, magisterské nebo doktorské vzdělání z jiné oblasti vzdělávání, které obsahově splňuje požadavky na elektrotechnické vzdělání.
5. Úplná profesní kvalifikace získaná podle jiného právního předpisu a zveřejněná v Národní soustavě kvalifikací pod oborem kvalifikace „Elektrotechnika, telekomunikační a výpočetní technika“. Jedná se v podstatě o studenty učňovských oborů nebo studenty středních škol s kódem oboru začínajícím číslem 26 (26-XX-X/XX). Dále se jedná o studenty vysokých škol s oborem elektrotechnika. Nově je přidán bod 5), podle něhož lze dle zákona č. 179/2006 Sb. získat odbornou kvalifikaci i složením zkoušky z úplné profesní kvalifikace.

### Odborná kvalifikace
Odbornou kvalifikaci lze tedy získat dle ustanovení NV 194/2022 Sb. §2 odst. a) bod 1–5 těmito způsoby:
- Studiem střední školy v oboru elektro (kód 26)
- Studiem vysoké školy v oboru elektrotechnika
- Složením zkoušky z úplné profesní kvalifikace

### Kde složit zkoušku
V případě splnění podmínky odborné kvalifikace lze zkoušku složit například u TIČR, nebo u pověřené komerční organizace. Je nutné, aby předsedou zkušební komise byl revizní technik, jinak by zkouška nebyla platná.